# Cleuville
Cleuville é uma comuna francesa na região administrativa da Normandia, no departamento de Sena Marítimo. Estende-se por uma área de 4,11 km². Em 2010 a comuna tinha 201 habitantes (densidade: 48,9 hab./km²).